# Sortosville-en-Beaumont
Sortosville-en-Beaumont är en kommun i departementet Manche i regionen Normandie i norra Frankrike. Kommunen ligger i kantonen Barneville-Carteret som tillhör arrondissementet Cherbourg. År 2022 hade Sortosville-en-Beaumont 302 invånare.

## Befolkningsutveckling
Antalet invånare i kommunen Sortosville-en-Beaumont
| Referens: INSEE |